# Condado de Greenlee
O Condado de Greenlee é um dos 15 condados do estado americano do Arizona. A sede do condado é Clifton, e sua maior cidade é Clifton.
O condado possui uma área de 4 787 km² (dos quais 4 km² estão cobertos por água), uma população de 8 547 habitantes, e uma densidade populacional de 2 hab/km² (segundo o censo nacional de 2000).
O condado foi fundado em 10 de março de 1909.